# Walid Bennani
Walid Bennani (arabe : وليد البناني), né le 11 novembre 1956 à Kasserine, est un homme politique et avocat tunisien, membre de l'assemblée constituante puis de l'Assemblée des représentants du peuple.

## Biographie
Diplômé de l'École nationale d'administration en 1976, il travaille en tant que directeur de service au sein du ministère du Transport. Il poursuit ensuite ses études en Belgique, où il obtient un diplôme en gestion des entreprises.
Il est l'un des fondateurs du Mouvement de la tendance islamique, devenu Ennahdha, dont il est le président en 1991, ainsi que membre de son bureau exécutif.
En 1981, il est condamné à cinq ans de prison en raison de son appartenance au mouvement islamiste, puis à cinquante ans de prison et enfin par contumace à la prison à vie, en 1992. En effet, il quitte la Tunisie pour s'installer en Belgique, où il obtient l'asile en février 1992 ; son extradition est demandée en vain par le régime de Zine el-Abidine Ben Ali sur la base d'accusations de terrorisme,. Il rentre d'exil après la révolution de 2011 pour reprendre ses activités politiques. Il fait alors partie des candidats à l'élection de l'assemblée constituante, qui lui permet d'être élu comme représentant de la circonscription de Kasserine.
En 2013, il est accusé par le journal belge La Meuse d'être « un dangereux islamiste » et d'avoir coûté 324 000 euros au contribuable belge durant ses 18 ans passés dans le pays.
Il est marié et père de trois enfants.